# Río Purón
El río Purón es un río costero del norte de España que discurre por el oriente del  Principado de Asturias.

## Curso
Nace en la sierra del Cuera, en el concejo de Llanes, y desemboca en el mar Cantábrico, a la altura de El Bocal tras recorrer unos 7,5 km. Atraviesa la localidad homónima: Purón.
Su afluente principal es el río Barbalín.

## Fauna
Según muestreos de pesca eléctrica acometidos entre los años 1997 y 2019, referencias bibliográficas y comunicaciones orales fidedignas, en el río Purón se han detectado especímenes de anguila y salmón.